# Cristian Zaccardo
Cristian Zaccardo (Formigine, Itàlia, el 21 de desembre de 1981) és un futbolista professional italià que actualment juga a les files del Carpi FC de la Serie A italiana.

## Palmarès
VfL Wolfsburg
- 1 Lliga alemanya de futbol: 2008-09.

Selecció Italiana
- 1 Copa del Món: 2006.